# ناصرالدوله

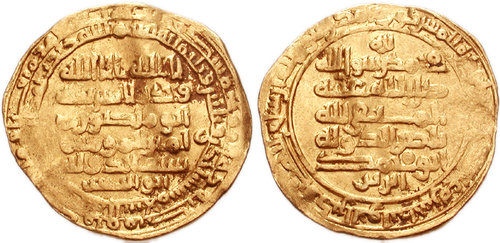
نشان دولت ناصرالدوله

ابومحمد حسن بن ابو الهیجاء بن حمدان بن حمدون ناصرالدوله اولین امیر حمدانی موصل بود. لقب ناصر الدوله را خلیفه عباسی المتقی لله به او اعطا نمود. خلیفه متقی وی را بسیار بزرگ می‌داشت. ناصرالدوله از برادرش علی سیف‌الدوله از نظر سن بزرگتر بود و ضمناً نزد خلیفه از سیف الدوله گرامی تر بود. او برادرش سیف الدوله را بسیار دوست می‌داشت؛ به همین جهت پس از وفات سیف الدوله دچار روانپریشی و ضعف عقل شد. پس از این بیماری، در سال ۳۵۶ ه‍.ق پسرش -ابو تغلب- او را از حکومت خلع و در قلعه اردمشت محبوس کرد. ناصرالدوله تا سال ۳۵۸ ه‍.ق (یعنی زمان وفاتش) در محبس ماند.